# Bono (finanzas)
Los bonos son valores de deuda utilizados tanto por entidades privadas como por entidades de gobierno. Es una de las formas de materializar los títulos de deuda, de renta fija o variable. Pueden ser emitidos por una institución pública (un Estado, un gobierno regional o un municipio) o por una institución privada (empresa industrial, comercial o de servicios). También pueden ser emitidos por una institución supranacional (Banco Europeo de Inversiones, Corporación Andina de Fomento, etc.), con el objetivo de obtener fondos directamente de los mercados financieros internacionales. Son títulos normalmente colocados a nombre del portador y que suelen ser negociados en un mercado o bolsa de valores. El emisor se compromete a devolver el capital principal junto con los intereses.
El dinero o fondo que se obtenga se puede prestar a instituciones por un periodo definido y a una tasa de interés fija.

## Tipos de bonos
Los principales tipos de bonos
- Bono canjeable: Bono que puede ser canjeado por acciones ya existentes. No provoca ni la elevación del capital ni la reducción de las acciones.
- Bono convertible: Bono que concede a su poseedor la opción de canjearlo por acciones de nueva emisión a un precio prefijado. Ofrece a cambio un cupón (una rentabilidad) inferior al que tendría sin la opción de conversión.
- Bono cupón cero: Título que no paga intereses durante su vida, sino que lo hace íntegramente en el momento en el que se amortiza, es decir cuando el importe del bono es devuelto. En compensación, su precio es inferior a su valor nominal.
- Bonos del Estado (España): Títulos de deuda pública de España a medio plazo (2-5 años). Su nominal es de 1000 euros y el pago de los intereses se realiza anualmente. Además de los Bonos, el Estado español emite otros valores parecidos.
- Bono de caja: Títulos emitidos por una empresa, que se compromete a reembolsar al vencimiento fijado el préstamo pactado; los recursos obtenidos con la emisión de estos bonos se dedican a las necesidades de tesorería de la empresa.
- Strips: Algunos bonos son "strippables", o divididos; puede segregarse el valor del bono en cada uno de los pagos que se realizan, distinguiendo básicamente los pagos en concepto de intereses (cupones) y el pago del principal, y negociarlos por separado.
- Bono de deuda perpetua: Son aquellos que nunca devuelven el principal, (esto es, el nominal del bono, que generalmente coincide con la inversión inicial), sino que pagan intereses (cupones) regularmente de forma indefinida. Son los más sensibles a variaciones en el tipo de interés.
- Bonos basura: Que se definen como títulos de alto riesgo y baja calificación, y que ofrecen, en contrapartida, un alto rendimiento.
- Bono simple: Son aquellos que representan una deuda para la empresa que los emite y para el inversor con un derecho de cobro de capital e interés. El tenedor de un bono simple se constituye en acreedor de la empresa emisora.
- Bonos flotantes: Son los bonos que no tienen un cupón fijo, ya que su rentabilidad está asociada a un activo subyacente, generalmente un índice monetario.[1]
- Bonos o subsidios para familias vulnerables[2]: apoyo económico del Estado hacia un determino sector focalizado para mitigar las crisis económicas.

## Riesgo del bono
Dentro del bono se encuentra el riesgo asociado, podemos distinguir fundamentalmente entre:
1. Riesgo de Tasa de Interés: El valor de los bonos generalmente se mueve inversamente a las tasas de interés, lo que significa que los precios de los bonos caen cuando las tasas de interés suben y viceversa, ya que los pagos de interés fijos de los bonos existentes se vuelven menos atractivos en comparación con los nuevos bonos emitidos a tasas más altas.
2. Riesgo de Crédito (Riesgo de Incumplimiento): Este es el riesgo de que el emisor del bono no pueda realizar los pagos de intereses o devolver el principal al vencimiento, con un riesgo mayor asociado a los bonos de entidades con menor calificación crediticia, como los bonos basura o las empresas financieramente inestables.
3. Riesgo de Inflación: La inflación erosiona el poder adquisitivo de los pagos fijos recibidos de los bonos, lo que puede resultar en un rendimiento real negativo (ajustado por inflación) si la inflación aumenta significativamente.
4. Riesgo de Reinversión: Este riesgo implica que los ingresos de un bono, ya sea por pagos de intereses o por la devolución del principal, se reinviertan a una tasa de interés más baja que la del bono original, siendo especialmente relevante para los bonos rescatables que pueden ser redimidos por el emisor antes del vencimiento.
5. Riesgo de Liquidez: Algunos bonos pueden no venderse fácilmente a su valor de mercado justo debido a la falta de compradores, lo que es más común con los bonos de emisores más pequeños o en mercados menos activos, lo que puede resultar en una venta con un descuento significativo.
6. Riesgo de Mercado: La volatilidad del mercado puede afectar los precios de los bonos, influenciada por las condiciones económicas, los cambios en las tasas de interés y los eventos geopolíticos, causando fluctuaciones en los valores de los bonos.
7. Riesgo de Rescate: Los bonos rescatables pueden ser redimidos por el emisor antes de su fecha de vencimiento, usualmente cuando las tasas de interés bajan, lo que puede obligar a los tenedores de bonos a reinvertir los ingresos a tasas más bajas.
8. Riesgo Soberano: Los bonos emitidos por gobiernos, especialmente los de mercados emergentes, tienen el riesgo de que el país pueda incumplir con su deuda debido a la inestabilidad económica o política.
9. Riesgo de Evento: Eventos específicos, como fusiones corporativas, adquisiciones o cambios regulatorios, pueden afectar la capacidad del emisor para realizar pagos, lo que impacta el valor del bono.
10. Riesgo Cambiario: Para los bonos denominados en monedas extranjeras, existe el riesgo de que los cambios en los tipos de cambio afecten el valor del bono y los pagos de intereses al convertirlos de nuevo a la moneda del inversor.

También son muy comunes en los mercados emergentes los 'bonos amortizables' (del inglés sinking fund). La particularidad que tiene este instrumento es que va retornando el nominal o capital adeudado en cuotas o mediante un programa de amortizaciones. A medida que se concretan las amortizaciones, el nominal va disminuyendo al igual que los intereses, ya que los mismos siempre se calculan sobre nominal o capital adeudado o residual.

## Madurez
Se entiende por madurez de un bono el plazo de tiempo que falta hasta su vencimiento y para que el mismo sea reembolsado.